# اندیس رود خانه کرخه ۵
رود خانه کرخه ۵ یک اندیس غیرفلزی است که در حوالی شهر دزفول استان خوزستان قرار دارد و مادهٔ معدنی موجود در آن، سلستین است.  